# Летье, Шарль Рене
Шарль Рене Летье  (фр. Charles-René Laitié; 6 мая 1782[…], Париж — 14 декабря 1862, I округ Парижа) — французский скульптор.

## Биография

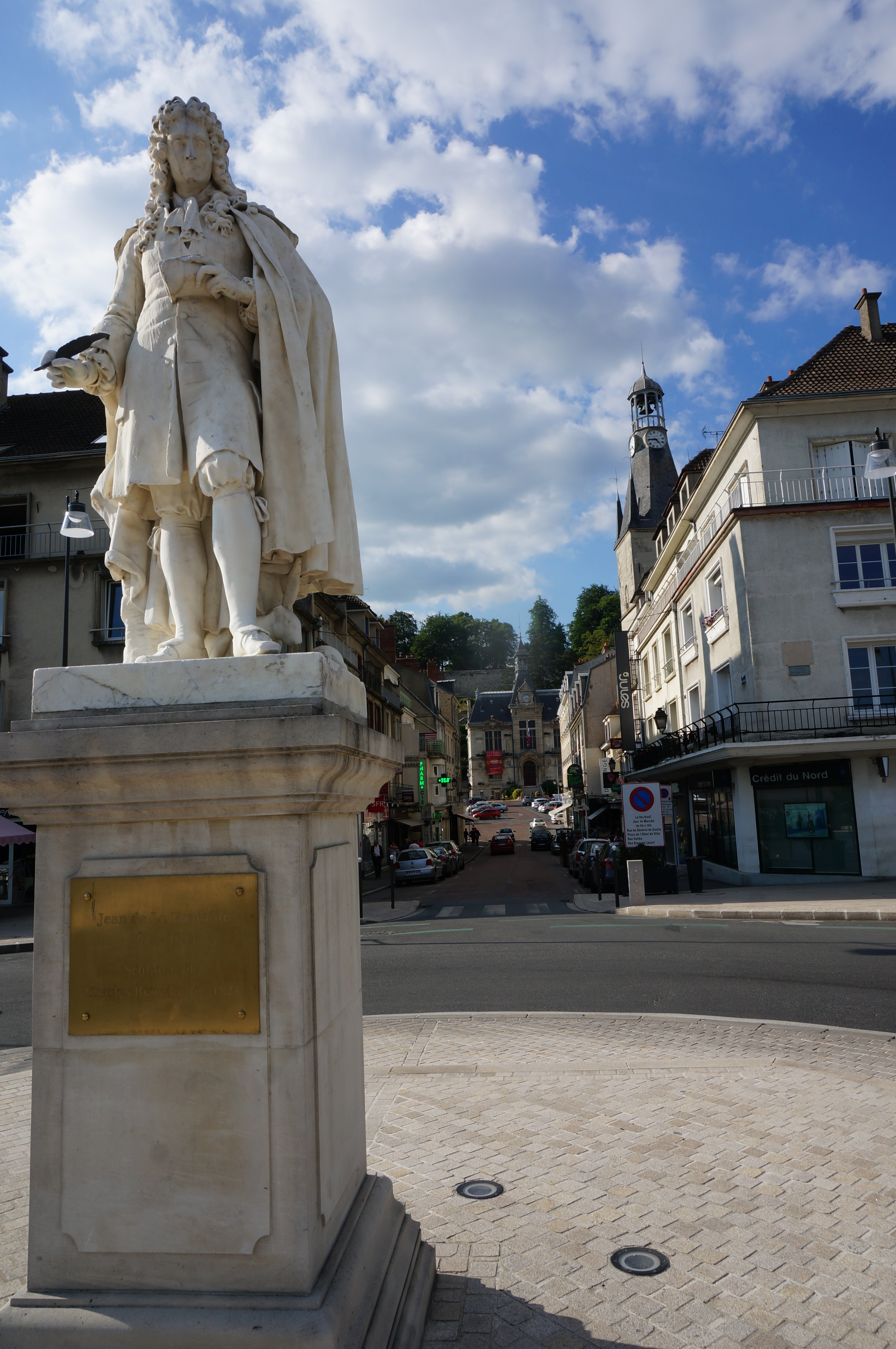
Жан де Лафонтен, 1822, Шато-Тьерри

Родился в 1782 году в Париже. Учился в Высшей школы изящных искусств у Клода Дежу и Пьера Картелье.
В 1804 году получил Римскую премию в области скульптуры, после чего, по условиям премии, получил возможность отправиться в Рим, где некоторое время учился во Французской академии на Вилле Медичи.
Находясь в Риме, Летье в 1806 году создал гипсовую скульптуру, изображающую Гомера. В 1827 году он представил на Парижском салоне бронзовую отливку с этой модели (с проставленной на ней датой «1806»).
В 1820—22 годах Летье работал над памятником баснописцу Лафонтену, который он выставил на Салоне 1822 года перед установкой в Шато-Тьерри.
В 1824 году был награждён золотой медалью Парижского салона.
В 1830 году создал центральную аллегорическую фигуру «Милосердие» для портика парижской церкви Нотр-Дам-де-Лорет.
В 1830-е годы Летье создал памятник маршалу Мортье, который погиб во время покушения на короля Франции Луи-Филиппа. Статуя была установлена в Версале, во дворе дворца, однако в 1963 году её перевезли в Ле-Плесси-Тревиз, родной город маршала.
Скончался Летье в 1862 году в Париже.

## Галерея

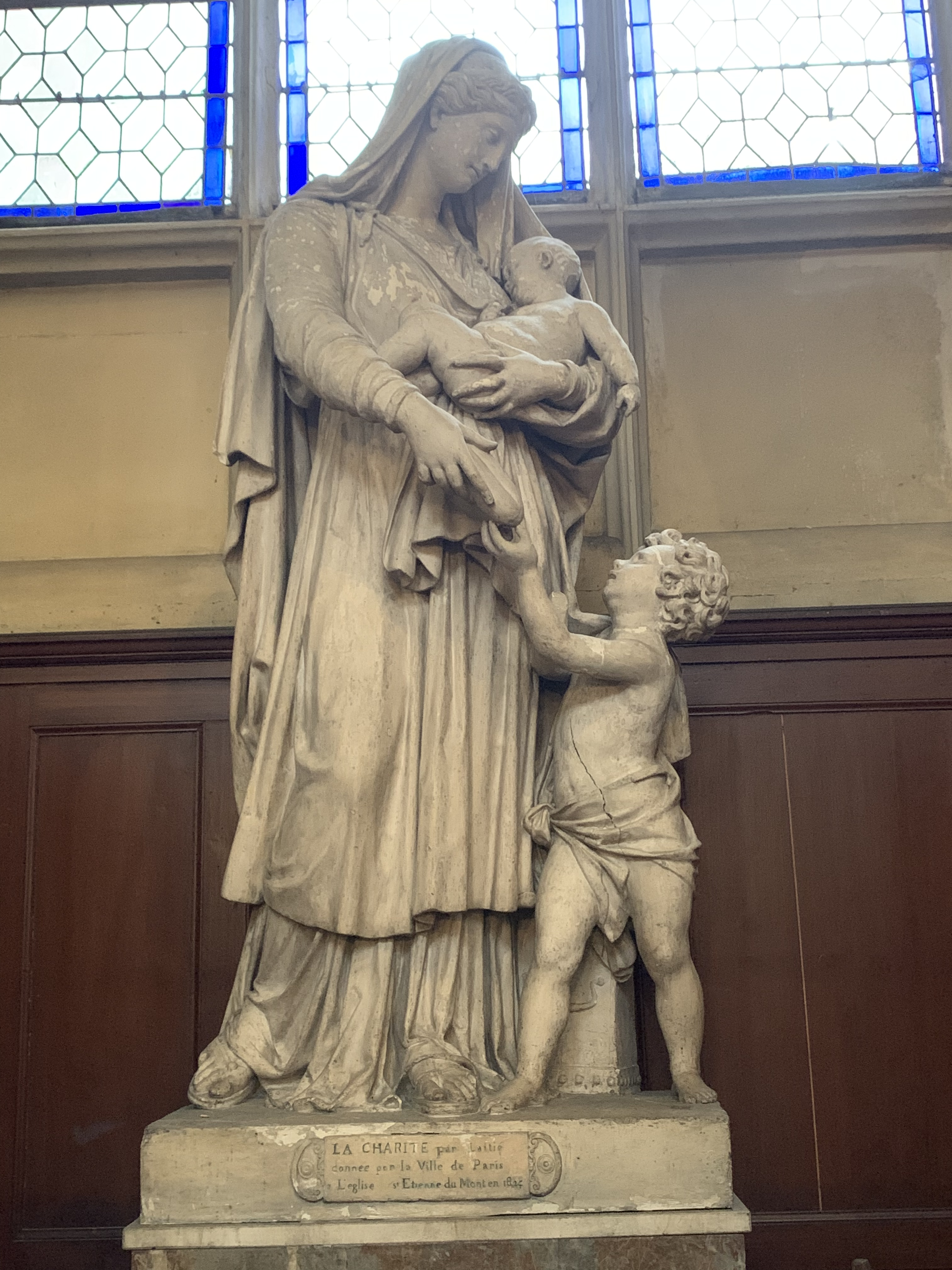
Аллегория Милосердия, Церковь Сент-Этьен-дю-Мон, Париж
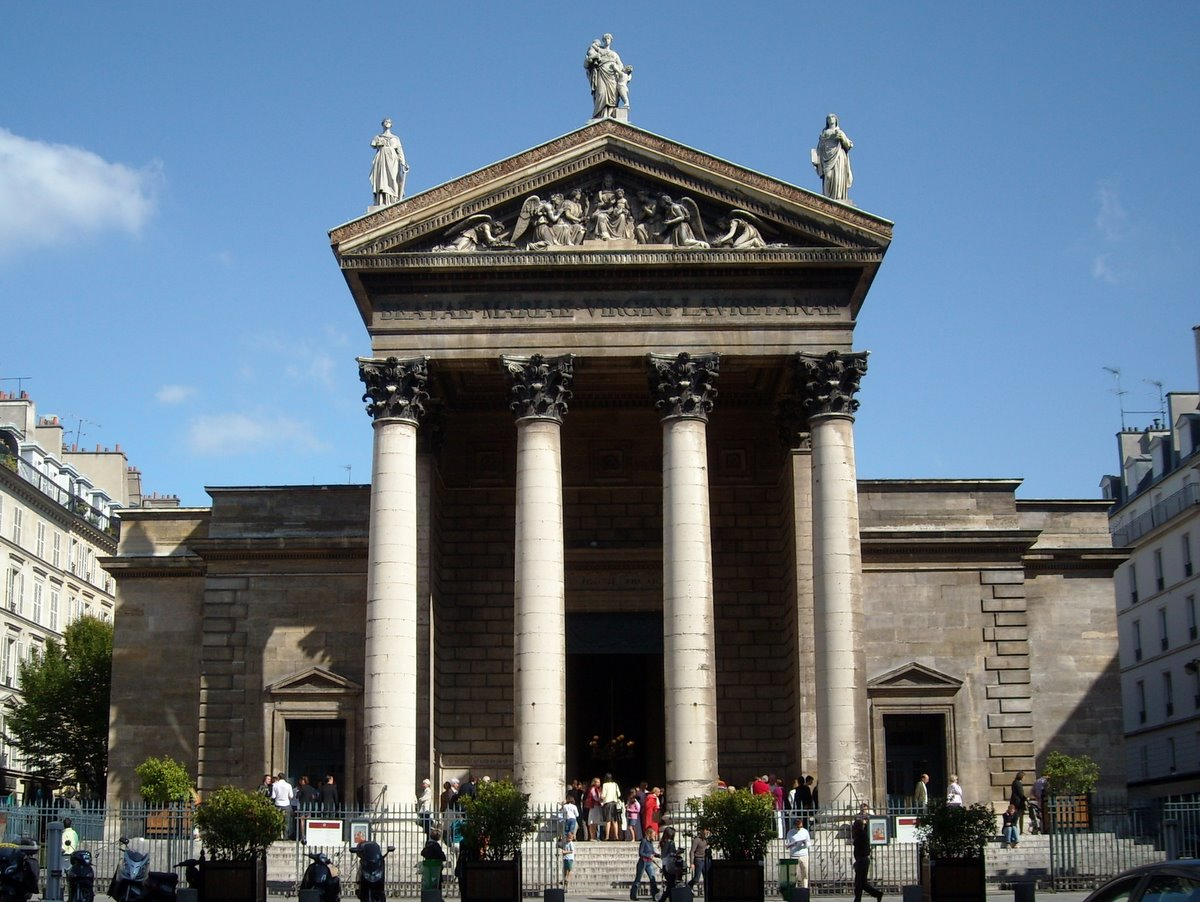
Фасад церкви Нотр-Дам-де-Лорет, Париж. Центральная статуя над фронтоном — аналогичная аллегория Милосердия работы Летье